# Ce soir je vais tuer l'assassin de mon fils
Pour plus de détails, voir Fiche technique et Distribution.
Ce soir je vais tuer l'assassin de mon fils est un téléfilm français réalisé par Pierre Aknine en 2013, adapté du roman éponyme de Jacques Expert et diffusé le 31 mars 2014 sur TF1. La fiction retrace l'histoire sombre d'un homme en quête de vengeance personnelle.

## Synopsis
Un soir, en rentrant du travail, Philippe Tessier renverse accidentellement Victor Harfouche, un garçon de 10 ans qui se baladait à vélo. Paniqué, il abandonne l'enfant qui meurt peu de temps après. Le lendemain, Antoine Harfouche, le père de l'enfant, apprend la tragique nouvelle. Antoine, qui est persuadé qu'il s'agit d'un assassinat, cherche le coupable pour venger son fils. Celui-ci suspecte très vite Philippe qui est le directeur général de son entreprise. Christine Tessier, la femme de Philippe, a elle aussi tout d'abord des doutes, qui font vite place à des certitudes.

## Fiche technique
- Titre : Ce soir je vais tuer l'assassin de mon fils
- Réalisation : Pierre Aknine
- Scénario : Pierre Aknine et Gérard Walraevens, d'après le roman de Jacques Expert
- Musique : Armand Amar
- Production : Véronique Marchat
- Sociétés de production : GMT Productions, Stromboli Pictures, RTBF, avec la participation de TF1
- Genre : Drame
- Durée : 90 minutes
- Date de diffusion :

 France : 31 mars 2014 sur TF1
- Sortie DVD : 2 avril 2014
- Tournage : septembre-octobre 2013

## Distribution
- Jean-Paul Rouve : Philippe Tessier
- Sami Bouajila : Antoine Harfouche
- Audrey Lamy : Christine Tessier
- Anne Marivin : Sylvie Harfouche
- Paolo Mollica : Victor Harfouche
- Themis Pauwels : Rose Harfouche
- Juliette Grégoire : Alice Tessier
- Elsa Houben : Lucie Tessier
- Eddie Chignara : Commandant Peyrot
- Kevin Garnichat : Lieutenant Favier
- Valérie Kéruzoré : Irène Arbault
- Jonathan Kerr : Stéphane Dufoix
- Bob Martet : Claude Demay
- Françoise Pinkwasser : la directrice de l'école
- Florence Müller : Simone Smadja, psychothérapeute
- Guillaume Marquet : Docteur Arguel
- Justine Bachelet : la gendarmette
- Jérémy Azoulay : l'infirmier
- Joséphine Fresson : la secrétaire de la psy
- Guillaume Ravoire : le curé
- Alain Stern : le garagiste
- Alex Waltz : le joueur de 421

## Lieux de tournage
- Normandie
  - Le Havre
  - Tourgéville
  - Vattetot-sur-Mer

## Réception critique
Le Monde parle de « fiction un peu édulcorée, plutôt réussie, bien servie par son quatuor d’acteurs et des dialogues justes ». Télé-Loisirs lui accorde 4 étoiles (sur 5) et indique : « Ambiance, scénario, réalisation et interprétation : rien ne manque à ce thriller à glacer le sang. ». La Libre Belgique est un peu plus critique indiquant que « La fiction de Pierre Aknine aurait certainement gagné à une représentation plus équilibrée des quatre protagonistes et à une réalisation plus audacieuse » mais salue les prestations de Jean-Paul Rouve, « bluffant dans son rôle de salaud ordinaire » et de Sami Bouajila, « formidable dans son rôle de père blessé ».
L'auteur du roman à la base du téléfilm exprime sa satisfaction à la vue du résultat, dans Le Figaro : « Je suis ravi du résultat car mon écriture est très intime et ce qui a été fait respecte cela. J'ai aussi été bluffé par l'excellence des comédiens ».

## Inspiration
Le téléfilm n'est pas sans rappeler le film Que la bête meure de Claude Chabrol avec Michel Duchaussoy et Jean Yanne, sorti en 1969, basé là aussi sur la vengeance du père d'un petit garçon tué accidentellement par un chauffard.

## Audience
Le téléfilm a rassemblé 8,1 millions de téléspectateurs, soit 31,4 % de part de marché, lors de sa diffusion sur TF1, le 31 mars 2014.
Une rediffusion du téléfilm (le 5 mai 2016) rassemblera 3 700 000 téléspectateurs.